# Гурвич Ірина Борисівна
Іри́на Бори́сівна Гу́рвич (* 30 червня 1911—† 30 березня 1995) — радянська українська режисерка-мультиплікаторка і сценаристка. Заслужена діячка мистецтв УРСР (1973).

## Життєпис
Ірина Гурвич народилася 30 червня 1911 року в місті Летичів Подільської губернії (зараз Хмельницька область).
З 1934 р., після закінчення Київського художнього інституту працювала на Київській студії художніх фільмів. Згодом стала художньою керівницею Творчого об'єднання художньої мультиплікації «Київнаукфільму». Член КПРС із 1947 р.
Режисерка-мультиплікаторка Ірина Гурвич виховала чимало талановитих майстрів мультиплікації. У 1960 році вона запросила молодих художників, колишніх архітекторів Володимира Дахна, Давида Черкаського і Марка Драйцуна стати мультиплікаторами у фільмі «Пригоди Перця», першому анімаційному фільмі творчого об'єднання. Спеціальних закладів з навчання нової професії тоді не було, отже знання передавали старші фахівці молодшим, а ті винаходили чимало нового і згодом ставали відомими на весь світ.

## Фестивалі та премії
- «Як жінки чоловіків продавали» (1972)[1]:
  - 1974 — ІІ «Всесвітній фестиваль анімаційних фільмів у Заґребі» (Югославія): Спеціальна премія журі
  - 1974 — Міжнародний кінофестиваль анімаційних фільмів (Нью-Йорк, США): Почесний диплом

## Фільмографія

### Режисер
- Пригоди Перця (1960)
- Супутниця королеви (1962)
- Заєць та їжак (1963)
- Лелеченя (1964)
- Зелена кнопка (1965)
- Злісний розтрощувач яєць (1966)
- Зенітка (1967)
- Легенда про полум'яне серце (1967)
- Опудало (1968)
- Казка про місячне світло (1968)
- Кит і кіт (1969)
- Марс ХХ (1969)
- Журавлик (1970)
- Про смугасте слоненя (1971)
- Дивовижне китеня (1971)
- Як жінки чоловіків продавали (1972)
- Пригоди жирафки (1973)
- Теплий хліб (1973)
- Вересовий мед (1974)
- Салют (1975)
- Як чоловіки жінок провчили (1976)
- Чому у віслюка довгі вуха (1977)
- Нічні капітани (1978)
- Люлька миру (1979)
- Одного разу я прийшов додому (1980)
- Партизанська снігуронька (1981)
- Плутанина (1982)
- Посилка з Бомбея (1983)
- Колискова (1984)
- Гра (1985)
- Гаврош (1986)
- Біла арена (1987)
- Ой, куди ж ти їдеш? (1988)
- Недоколисана (1989)

### Сценарії
- Казка про місячне світло (1968)
- Марс ХХ (1969)
- Як жінки чоловіків продавали (1972)
- Як чоловіки жінок провчили (1976)
- Одного разу я прийшов додому (1980)
- Партизанська снігуронька (1981)
- Колискова (1984)
- Ой, куди ж ти їдеш? (1988)
- Недоколисана (1989)